# Баембетов, Алямдар Султанович
Алямдар Султанович Баембетов (тат.  Гыйлемдар Солтан улы Баембәтов; 1886, Чекмагуш, Уфимская губерния — 21 августа 1933, Москва) — татарский советский общественный деятель, революционер, публицист, драматург, переводчик.

## Биография
Родился в семье крестьянина-батрака. Учился в медресе, окончил Казанскую татарскую учительскую школу. До Октябрьской революции сотрудничал со многими журналами и газетами левого направления.
За свою революционную деятельность несколько раз отбывал тюремное наказание, был ссыльным. С 1918 года — член РКП(б). Участник Гражданской войны. Был комиссаром.
Член Центральной мусульманской военной коллегии (1920—1921).
Как журналист сотрудничал с литературно-художественным журналом «Безнен Юл» (Наш путь), газетами «Кезель Татаристан», «Эшче» (Рабочий).
Был репрессирован по «султангалиевщине». Арестован в декабре 1932 года. 21 августа 1933 года расстрелян в Москве.
Реабилитирован посмертно в 1989 году.

## Творчество
Как публицист А. Баембетов известен с первого десятилетия XX века, как драматург — с 1918 года.
Перу Баембетова принадлежат драматические произведения «Асылчанлар» (Повешенные) и «Низвергают царя».
Он автор книги «Сэяси икътисад» («Политическая экономия»), переводов «Исторического материализма» Н. Бухарина и других работ.